# Volkspark Friedrichshain

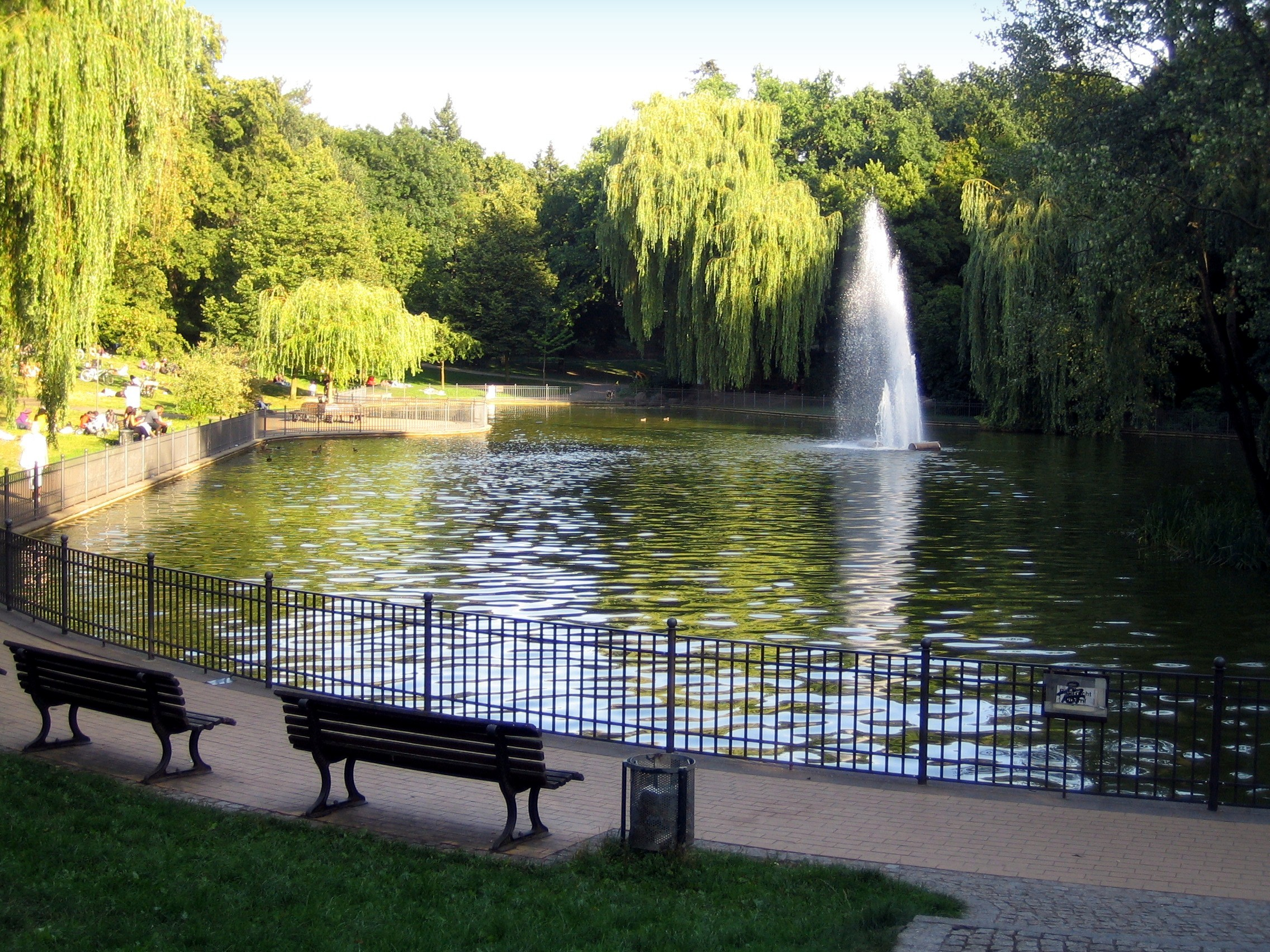
Volkspark Friedrichshain

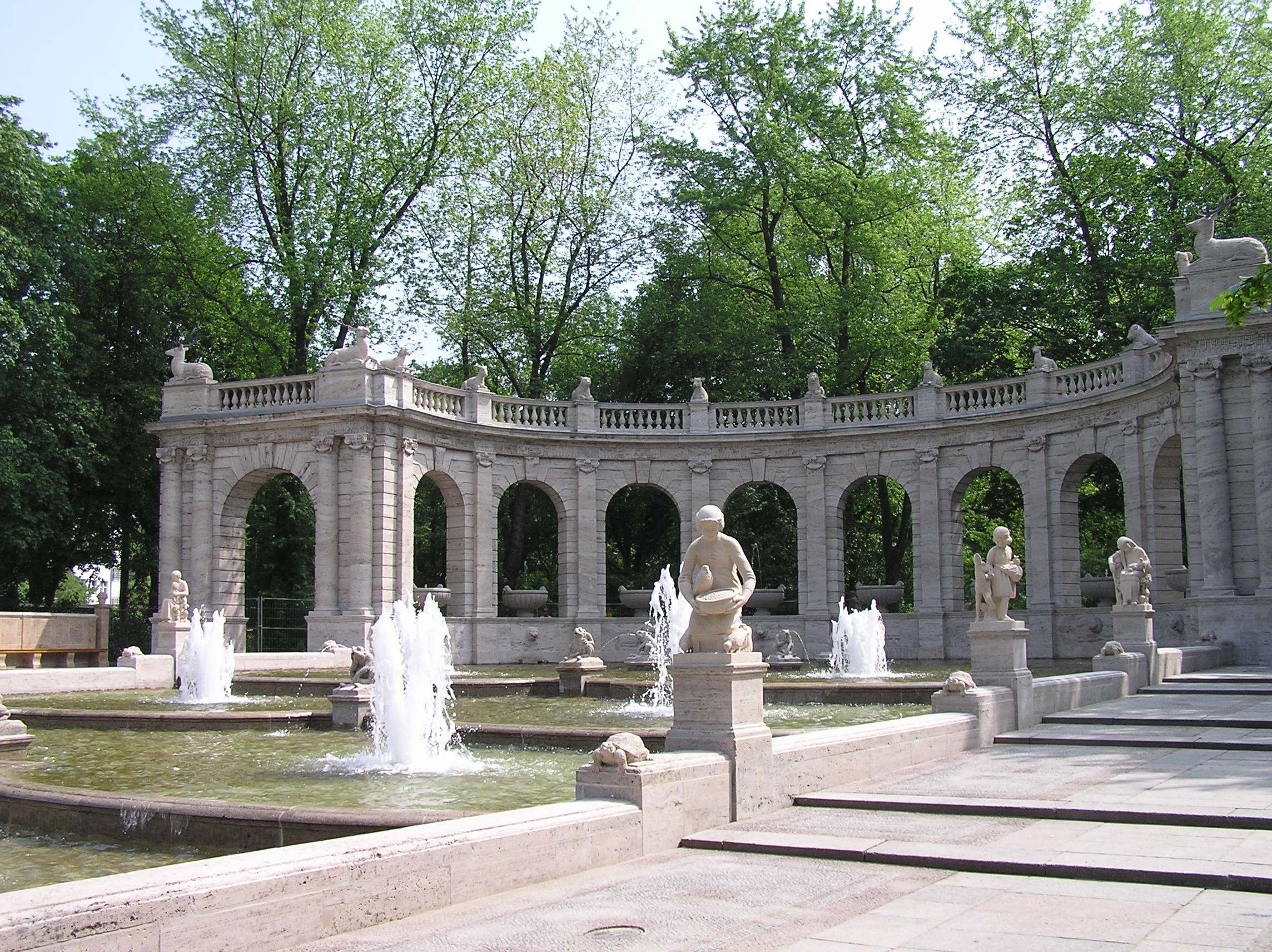
Märchenbrunnen (Sagobrunnen)
i Volkspark Friedrichshain

Volkspark Friedrichshain är en park i centrala Berlin. I parken finns två kullar som består av rivningsavfall från bombade hus.
Idén till parken kom ursprungligen från trädgårdsarkitekten Peter Joseph Lenné och år 1840 beslutade Berlins stadsfullmäktige att den skulle anläggas till hundraårsminnet av att Fredrik II av Preussen besteg den Preussiska tronen.
Spårvägshållplats Am Friedrichshain ligger nära.

## Fotogalleri

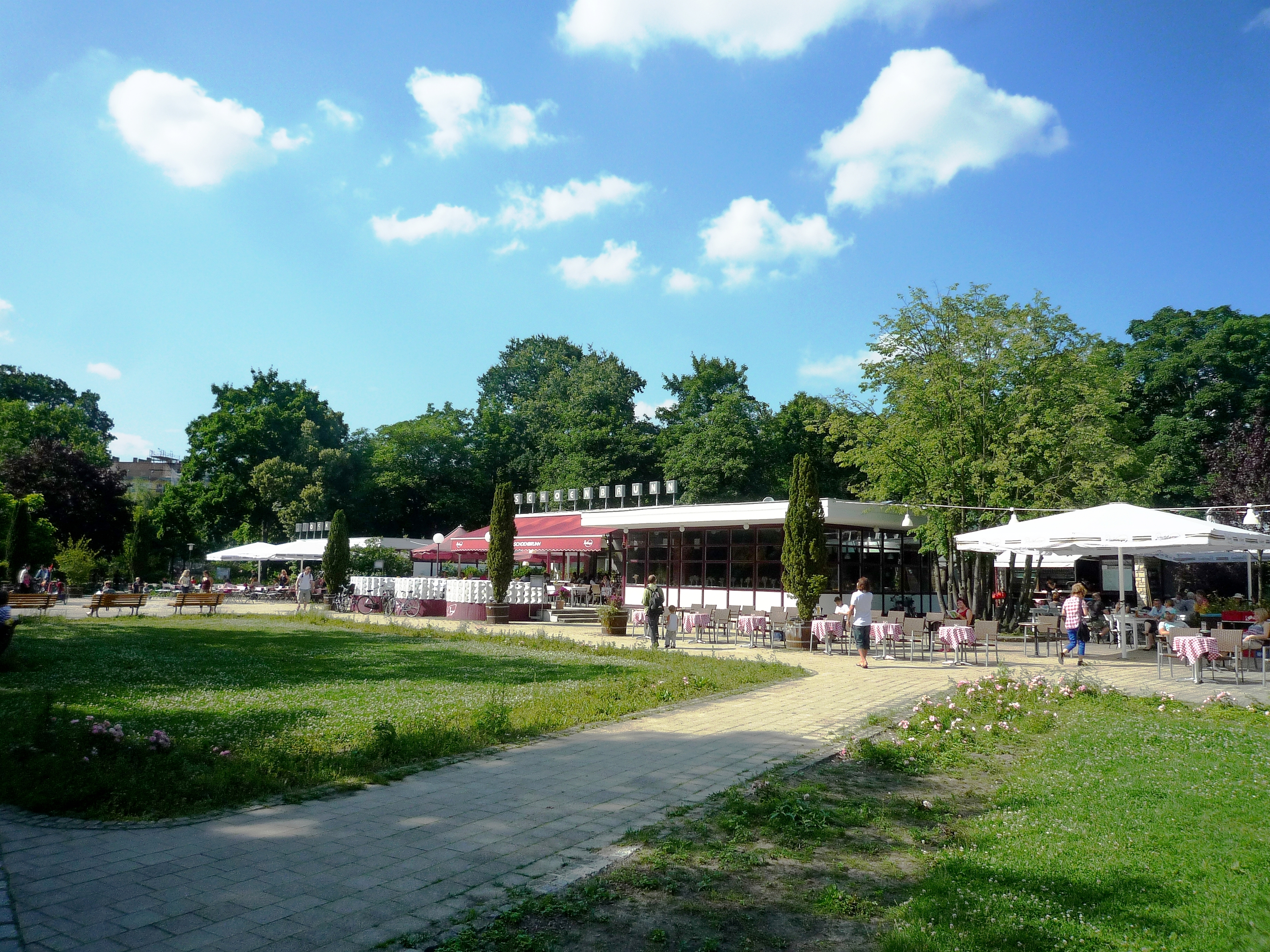
Restaurang och café
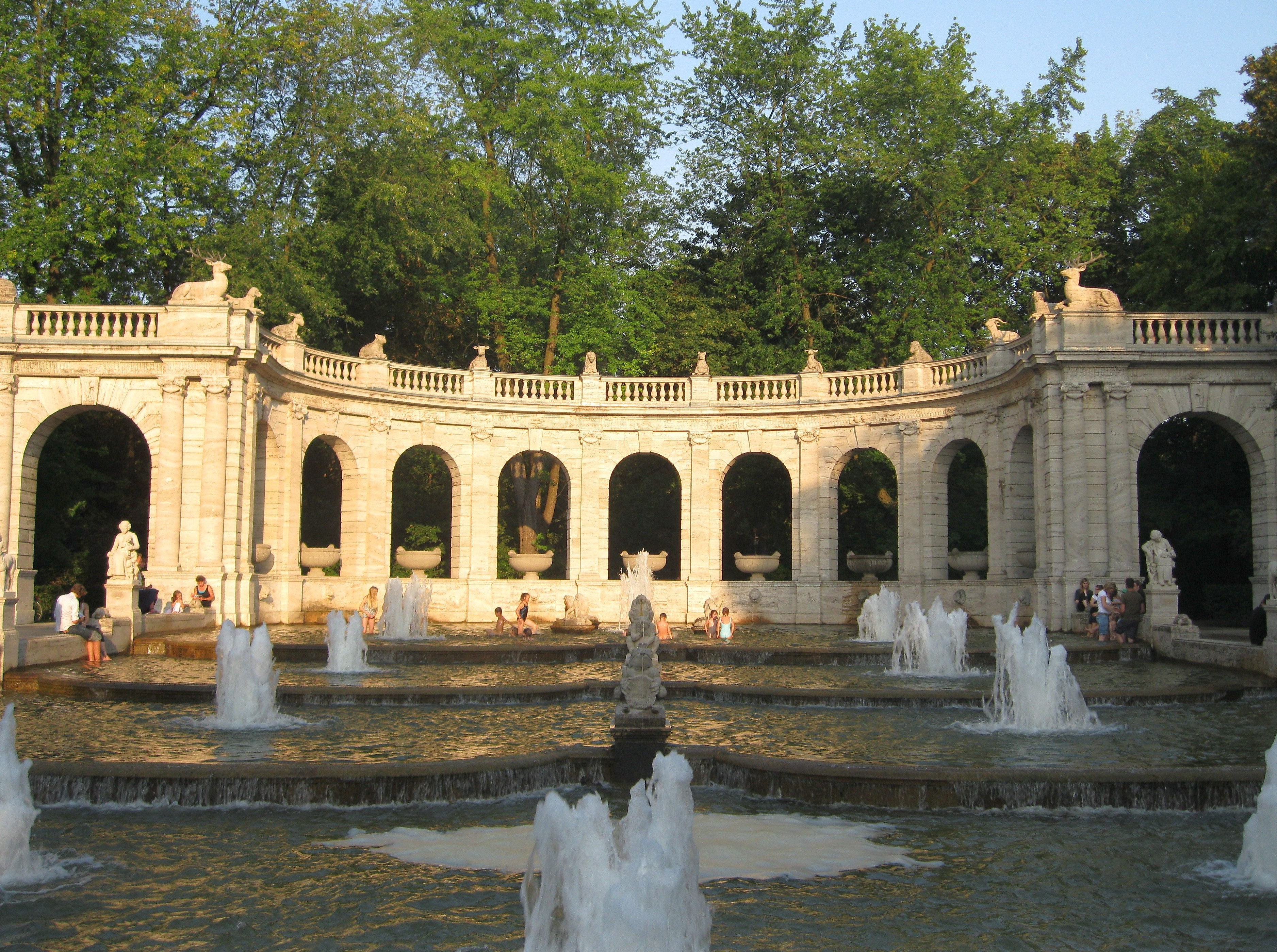
Märchenbrunnen